# Selenophorus mustus
Selenophorus mustus är en skalbaggsart som beskrevs av Thomas Casey. Selenophorus mustus ingår i släktet Selenophorus och familjen jordlöpare. Inga underarter finns listade i Catalogue of Life.